# OpenDS
OpenDS egy ingyenes, nyílt forráskódú, Javaban írt címtárszolgáltatás, és az OpenDS projekt részeként lett kifejlesztve. Az OpenDS szoftver széles körben megvalósítja a Lightweight Directory Access Protocolt (LDAP) és a kapcsolódó szabványokat, beleértve a LDAPv3-mal való megfelelést, de támogatja a Directory Service Markup Language (DSMLv2) is. Továbbá kínál még multi-master replikációt, hozzáférési szabályozást és számos kiterjesztést.
Az OpenDS szoftver a Sun Microsystems's Common Development és a Distribution (CDDL) licencelése alatt jelent meg. A LDAP és a DSML platform-független protokollok. A szoftver, bármilyen rendszeren elfut, ami a java programozói nyelvet támogatja, beleértve az általános Linux és UNIX disztribúciókat, Microsoft Windows, Mac OS X, és a többiek. Az OpenDS dokumentáció Wiki formában érhető el.

## Történelmi áttekintő
Az OpenDS-en a munka 2005. február környékén kezdődött, mint belső Sun project. Kezdetben az OpenDS, elsősorban Neil A. Wilson által lett fejlesztve. Neil csatlakozott egy kis mérnökcsapathoz  a Sun Directory szerver csapatához. A kód nyílt forráskódúvá vált 2006-ban.
A nyílttá válás után a Sun növelte a fejlesztők létszámát, akik az OpenDS projekten dolgoztak. A Sun-on kívüli fejlesztők is csatlakoztak a nyílt forráskódú projekthez. Közösségi tagok, mint Boni.org, Penrose és JBoss is elkezdte használni az OpenDS-t az egyéb projektjeikben. 2008 elején az OpenDs projektnek több mint 20 rendszeres közreműködője lett.
Az OpenDS szoftverhez napi build elérhető. Minden verzió automatikus egységtesztelésen esik át. Szakképzett mérnökök felügyelik a forrás kódot, rendszeresen jelölnek ki verziókat további tesztek elvégezésére és a verzió továbbléptetésére. A támogatott verziók további stressz- és rendszertesztelésen mennek keresztül, mérföldkövek lehetnek. Az átment mérföldkövek, további kimerítő tesztelések után fő verziójú kiadássá válhatnak.

### Verzió kiadások
| Dátum              | Kiadás    |
| ------------------ | --------- |
| 2009. december 15. | 2.2.0     |
| 2009. július 17.   | 2.0.0     |
| 2009. július 3.    | 2.0.0 RC4 |
| 2009. június 23.   | 2.0.0 RC3 |
| 2009. június 10.   | 2.0.0 RC2 |
| 2009. május 25.    | 2.0.0 RC1 |

## Nyilvános Fórum
Az OpenDS projekttel kapcsolatban egy nyilvános levelezési listán keresztül folynak az egyeztetések , az OpenDs projekt honlapján. A felhasználók és a fejlesztők az #opends irc csatornáján érhetőek el a freenode.net címen. A hónap minden egyes első keddjén reggel 9-kor (PST), reggel 6-kor (CET) az OpenDS egy nyilvános konferenciahívás találkozót tart, hogy megossza az újdonságokat és megtárgyalja a technikai témaköröket.

## Vezetés
2007 áprilisában a projekt vezetői módosították a projekt irányítását. „A projektet az vezeti, akit a Sun Microsystems jelölt ki, és az egész projekt vezetésért felelős” szöveget a „A projektet az vezeti, akit a többségi szavazat által a projekt tulajdonosai jelöltek ki, aki az egész projekt vezetéséért felelős” mondatra cserélték le.
2007 szeptemberében a projekt tulajdonosait elbocsátották a Sun Microsystemstől.
2007 végén felmerült a kérdés, hogy vajon a projektet egy nyílt forráskódú projektként irányítsák-e. 
Az egyik projekttulajdonos nyilvánosan panaszkodott, hogy a Sun Microsystems kötelezte a tulajdonosokat, hogy elfogadják az irányításbeli változtatásokat a projekt érdekében , hogy megtartsák az előnyeiket. A csapat lemondott a projekt tulajdonosi szerepükről. 
Simon Phipps a Sun Microsystems nyílt forráskódú iroda vezetője, azt állította, hogy a Sun csak visszatért az irányítási változtatásokhoz , amik soha nem lettek jóváhagyva. John Waters, továbbá publikált egy cikket a témában. 2011-ben néhány hónappal a Sun Microsystems akvizíciója után, az Oracle kiadta az Unified Directory-t, az OpenDS-re épülve.
2011-ben, miután az Oracle a Sun Microsystems-től megszerezte az OpenDS-t, az Oracle néhány hónappal később kiadta az OpenDS-en alapuló Unified Directory-t.

## Külső hivatkozások
- OpenDS website
- OpenDS documentation Wiki